# Edward Mitchell
Edward Paul Mitchell Jr. (23. juli 1901 - 25. juni 1970) var en amerikansk roer fra Philadelphia.
Mitchell vandt bronze i firer med styrmand ved OL 1924 i Paris, sammen med Bob Gerhardt, Sid Jelinek, Henry Welsford og styrmand John Kennedy. Der deltog i alt 10 lande i disciplinen, hvor Schweiz og Frankrig vandt henholdsvis guld og sølv foran den amerikanske båd. Det var det eneste OL han deltog i.

## OL-medaljer
- 1924:  Bronze i firer med styrmand